# Medeinė

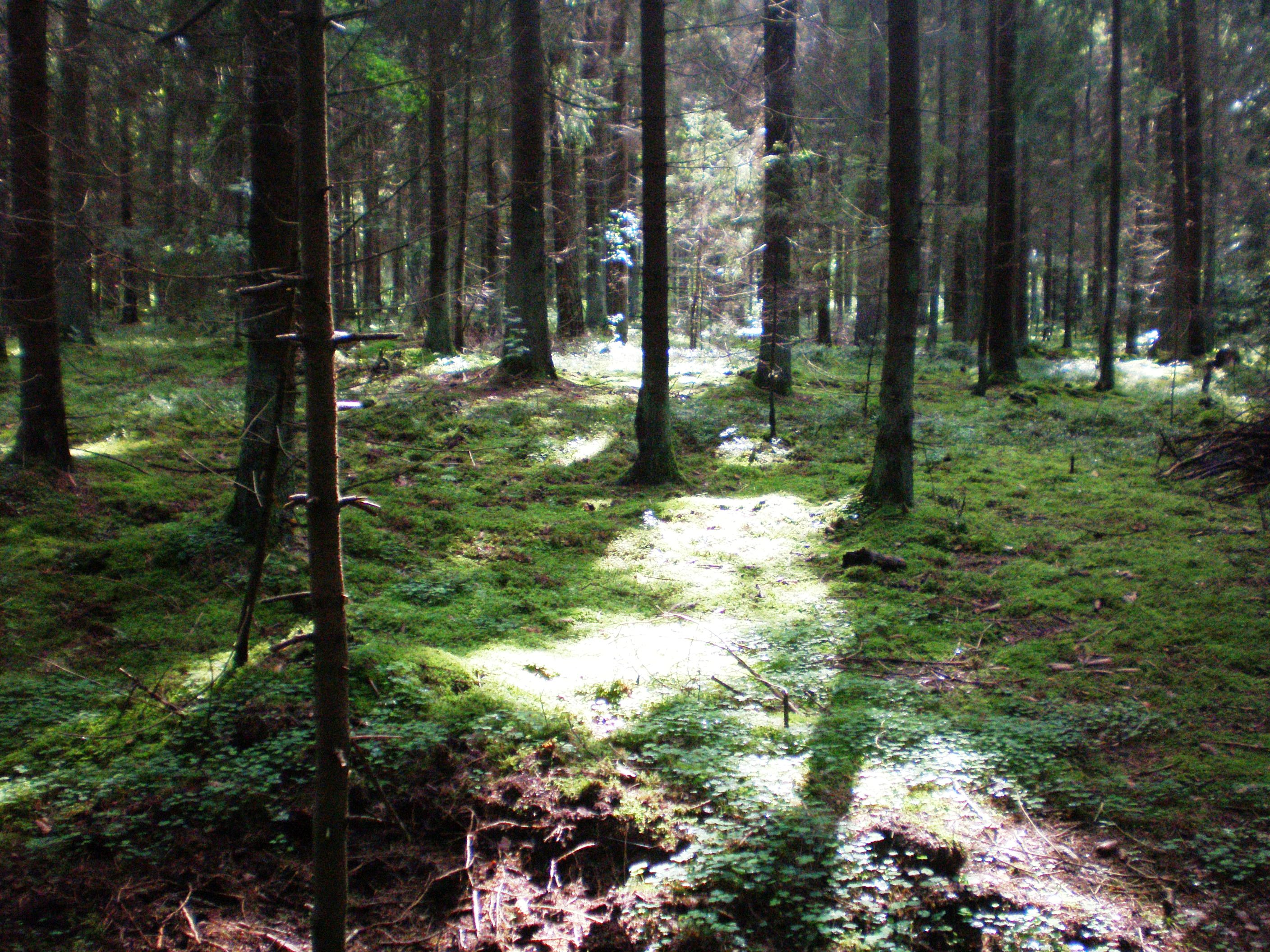
Der Wald ist Medeinės Domäne

Medeinė oder Medeina (abgeleitet von Medis (Baum) und Medė (Wald)), oft als Synonym zu  Žvorūnė oder Žvorūna (abgeleitet von Žvėris (Bestie)), ist eine der Hauptgottheiten der litauischen Mythologie, ähnlich der lettischen Meža māte. Sie ist eine Herrscherin des Waldes, der Bäume und der Tiere. Ihr heiliges Tier ist ein Hase.
Eine slawische Abschrift der Chronik von Johannes Malalas (aus dem Jahr 1261) erwähnt Žvorūna und drei andere Götter. Die Hypatiuschronik erwähnt, die Ereignisse von 1252 beschreibend, heidnische Götter, die immer noch von König Mindaugas verehrt wurden. Die Chronik erwähnt Medeinė und eine unbenannte Hasengöttin. Es gibt eine akademische Debatte darüber, ob Medeinė der Name der Hasengöttin ist, die in der Chronik erwähnt wird, oder es sich um zwei individuelle Gottheiten handelt. Als Teil des offiziellen Pantheons repräsentierte Medeinė die militärischen Interessen von Kriegern und wurde später von Žemyna, der Göttin der Erde, ersetzt, die die landwirtschaftlichen Interessen von Bauern repräsentierte. Im 15. Jahrhundert verglich Jan Długosz Medeinė mit der römischen Göttin Diana. Sie wurde auch von dem polnischen Historiker Jan Łasicki, von Mikalojus Daukša und in der Chronik von Bychowiec erwähnt.
Einer Untersuchung von Algirdas Julien Greimas zufolge ist Medeinė ledig und unwillig zu heiraten und zugleich eine sinnliche, wunderschöne Jägerin. Sie wird sowohl als junge Frau als auch als Wölfin (vgl. Vilkmergė) dargestellt, die von anderen Wölfen begleitet wird. Ihre Aufgabe ist es nicht, den Jägern zu helfen, sondern den Wald zu beschützen. Der litauische Archäologe Vykintas Vaitkevičius identifizierte in Ostlitauen (dem ehemaligen Fürstentum Litauen) fünf Anbetungsstätten (Opfersteine, Hügel, Wälder), die Hasen gewidmet waren, und zehn Wolfsfußabdrücke (Steine mit Aushöhlungen, die einem Fußabdruck ähneln), die mit dem Kult von Medeinė in Verbindung standen. Nach der Christianisierung Litauens verlor der Kult an Bedeutung.